# Эль-Хасбани
Эль-Хасба́ни (Нахр-эль-Хасба́ни; араб. الحاصباني‎ [Хасба́ни], ивр. שניר‎ [Снир] или חאצבני‎ [Хацба́ни]) — горная река в Ливане и Израиле, является правым истоком реки Иордан. Одна из немногих непересыхающих рек в Израиле.
Часть своего пути в Иордан протекает через заповедник Нахаль-Снир — Хацбани.

## Течение
Река берёт своё начало при слиянии Вади-Мимес и Нахр-эль-Фатер на территории Ливана. Длина составляет примерно 65 км.
Эль-Хасбани — река с каменистым дном и сильным течением на значительном своём протяжении; расход воды в зимний период — до 150 кубических метров в секунду. Уклон на участке от истока до источников Хасбайя — 2,7 %, на большей части участка от источников Каззани до устья — около 2,2 %.

## Гидрология
Годовой сток составляет в среднем 135 миллионов кубических метров воды, что даёт примерно четверть годового стока Иордана. Количество воды в реке сильно колеблется в зависимости от сезона, отношение между максимальным дневным стоком в сезон дождей и минимальным дневным стоком в засушливый сезон доходит до 400. Максимальный годовой сток — 300 миллионов кубических метров воды. Река пополняется водами с площади в 640 км², включающей небольшой восточный участок долины Бекаа и северо-западный склон массива Хермон, основной вклад вносят группы источников Хацбайя и Каззани (Ваззани) в Ливане с водостоком в 30 и 50 миллионов кубических метров воды в год, соответственно.
Среднегодовой сток — 0,125 км³/год (3,964 м³/с).

## Исторические сведения
В начале XX века в ЭСБЕ была приведена карта Палестины, где река указана как «Н. эль-Хасбани», с пояснением «Н. = Нааръ — Ріъка»
В 2002 году план ливанского правительства по увеличению использования вод Эль-Хасбани стал причиной напряжённости с Израилем и, согласно заявлению премьер-министра Ариэля Шарона, мог рассматриваться как casus belli.